# برواستر ایکس‌ای-۳۲
برواستر ایکس‌ای-۳۲ (به انگلیسی: Brewster_XA-32) یک هواگرد ملخ‌پیشین تک‌موتوره از نوع تک سرنشینه تهاجمی ساخت شرکت Brewster Aeronautical Corporation است. هواگرد برواستر ایکس‌ای-۳۲ نخستین پروازش را در ۲۲ مه ۱۹۴۳ میلادی انجام داد. در مجموع، تعداد ۲ فروند از این هواگرد ساخته شده‌است.